# An Essay on the Principle of Population

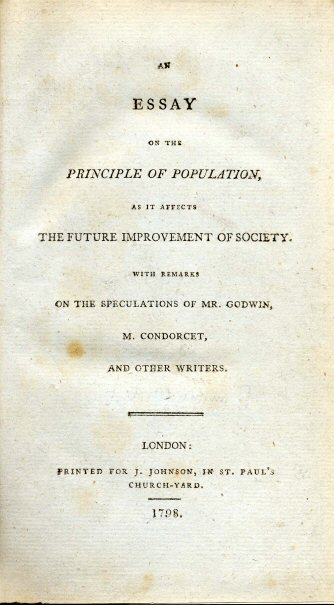

O livro An Essay on the Principle of Population foi primeiramente publicado sob anonimato em 1798, pelo editor J. Johnson (London).
O autor foi tempo depois identificado como sendo Thomas Robert Malthus.
Não foi o primeiro livro sobre a temática da população, mas tornou-se numa das obras mais influentes da sua época. A sua 6ª edição foi independentemente citada como uma influência chave em Charles Darwin e Alfred Russel Wallace, no desenvolvimento da teoria da selecção natural.
Uma parte principal do livro foi dedicada ao que é conhecido como Iron Law of Population.[carece de fontes?] Esta teoria sugeria que taxas de crescimento populacional contribuiriam para um aumento de oferta de trabalho que iria de maneira inevitável baixar os salários. Em essência, Malthus temia que o crescimento continuado da população iriam levar à pobreza.
Um dos impactos imediatos do livro de Malthus foi o de acender o debate sobre o tamanho da população na Grã-Bretanha e ter levado ao Ato do Parlamento denominado Census Act 1800. Este ato permitiu que se fizesse um censo nacional na Inglaterra, Gales e Escócia, começando em 1801 e continuando todos os dez anos até ao presente.
Em 1803, Malthus publicou um revisão maior da sua primeira edição. A sua versão final, a 6ª edição, foi publicada em 1826. No entanto, em 1830, Malthus publicou uma versão condensada como A Summary View on the Principle of Population, que também incluía materiais sobre o criticismo ao livro principal.